# مات فوي
مات فوي هو لاعب هوكي جليد كندي، ولد في 18 مايو 1983 في أوكفيل في كندا.

## وصلات خارجية
- مات فوي على موقع دوري الهوكي الوطني (الإنجليزية)
- مات فوي على موقع EliteProspects.com (الإنجليزية)
- مات فوي على موقع HockeyDB.com (الإنجليزية)
- مات فوي على موقع Hockey-Reference.com (الإنجليزية)